# Newell Morrison
Pour les articles homonymes, voir Morrison.
Newell Orrin Ruston Morrison (28 juillet 1924-31 juillet 2013) est un homme politique canadien de la Colombie-Britannique. Il est député provincial créditiste de la circonscription britanno-colombienne de Victoria de 1972 à 1975.

## Biographique
Né à Chongqing en république de Chine, Morrison s'installe à Victoria et devient vendeur d'automobiles et CEO de la BC Development Corp.,,.
Morrison meurt à Victoria en juillet 2013 à l'âge de 89 ans.